# Bandeira de Erevã
A Bandeira de Erevã é um dos símbolos oficiais da cidade de Erevã — capital da Armênia.

## História
Criada por Karapet Abrahamyan e Karapet Pashyan, é o resultado de um concurso realizado em 27 de setembro de 2004, que tinha como objetivo a idealização dos símbolos oficiais da cidade.

## Descrição
Bandeira retangular de proporção 1:2, de campo branco, ao centro imagem do brasão de armas da cidade, rodeado por doze triângulos escalenos vermelhos.

## Simbologia
A cor branca da bandeira representa a pureza. E os doze triângulos simbolizam as doze capitais históricas da Armênia.